# Коман, Михаил Михайлович
Михаи́л Миха́йлович Ко́ман (укр. Миха́йло Миха́йлович Ко́ман; 1 апреля 1928, Люботин, Первая Чехословацкая Республика — 21 февраля 2015, Киев, Украина) — советский футболист, нападающий. Выступал в ужгородском «Спартаке» и киевском «Динамо». Серебряный призёр чемпионата СССР, обладатель Кубка СССР 1954 и бронзовый призёр Спартакиады народов СССР по футболу. Мастер спорта СССР (1952), заслуженный тренер УССР (1961).

## Ранние годы
Родился 1 апреля 1928 года в чехословацком городе Люботине в многодетной семье. У него было 8 братьев и сестёр, с двумя из них — Андреем и Мироном — Коман и начал гонять мяч. Отец Михаил Фёдорович работал на железной дороге и хорошо зарабатывал.
Когда Михаилу было 6 лет, его семья переехала в Виноградов. Во время его учёбы в четвёртом классе украинской народной школы школьную команду стал тренировать венгерский нападающий Геза Сюч. Позже их тренером стал учитель физкультуры Петрицкий, а затем физрук Онисько. После поступления в механический техникум в 1944 году Михаил стал выступать за сборную этого учебного заведения. В 1945 в составе команды города Виноградова стал чемпионом Закарпатья.

## Карьера
Некоторое время выступал за «Партизан», затем в 1947 году играл за команду «Энергетик» посёлка Буштыно. В 1948 году в составе ужгородского «Спартака» играл во Второй группе СССР. Провёл за клуб 15 матчей, забил 12 голов. В следующем году был приглашён в киевское «Динамо». За «бело-голубых» Коман играл 10 лет до окончания карьеры, провёл 172 официальных матчей чемпионатов страны и забил 62 гола. Стал обладателем Кубка СССР в 1954 году, забив победный мяч в ворота «Спартака». Трижды был в списке 33 лучших футболистов сезона в СССР и пять раз входил в наилучшую шестёрку футболистов года в УССР. Несколько раз выступал за сборную команду УССР и за вторую национальную сборную СССР.

### Стиль игры
Маневренный, техничный, работоспособный, выделялся игровой интуицией, умение вовремя оказаться на удобной для завершения атаки позиции. Хорошо играл головой .—  Энциклопедия «Российский футбол за 100 лет». Октябрь 1997 года.
Завершив свою футбольную карьеру, после окончания Национального университета физического воспитания и спорта Украины перешёл на тренерскую работу. Работал вторым тренером в «Динамо», с 1960 по 1973, в 1976 и с 1990 по 1991 год. С 1977 по 1984 год был начальником команды. Также был директором школы «Динамо», тренером юношеской сборной СССР, тренером «Динамо-3».
Скончался 21 февраля 2015 года, похоронен на Байковом кладбище Киева.

## Семья
Был женат дважды. От первого брака имеет дочь Еву, которая живёт в Венгрии. Повторно женился уже после 60-ти лет на Раисе, которая моложе его почти на 40 лет. В 1991 году у них родился сын Михаил, который учился в Национальном техническом университете Украины НТУУ «КПИ».

## Достижения

### Командные
- Чемпион СССР среди дублирующих составов команд первой группы: 1949
- Серебряный призёр чемпионата СССР: 1952
- Обладатель Кубка СССР: 1954
- Бронзовый призёр Спартакиады народов СССР: 1956

### Личные
- В списке 33 лучших футболистов сезона в СССР (3): № 2 (1957), № 3 (1955, 1956)
- В списке 6 лучших футболистов сезона в УССР (5): № 1 (1955, 1956), № 2 (1953, 1954, 1957)

## Награды
- Орден «За заслуги» II степени (2004)[6].
- Орден «За заслуги» III степени (1998)[7]
- Медаль «За трудовую доблесть» (27.04.1957) — за успехи, достигнутые в деле развития массового физкультурного движения в стране, повышения мастерства советских спортсменов, и успешное выступление на международных соревнованиях